# Alitta virens
Alitta virens är en ringmaskart som först beskrevs av Michael Sars 1835.  Alitta virens ingår i släktet Alitta och familjen Nereididae. Arten är reproducerande i Sverige. Inga underarter finns listade i Catalogue of Life.

## Bildgalleri

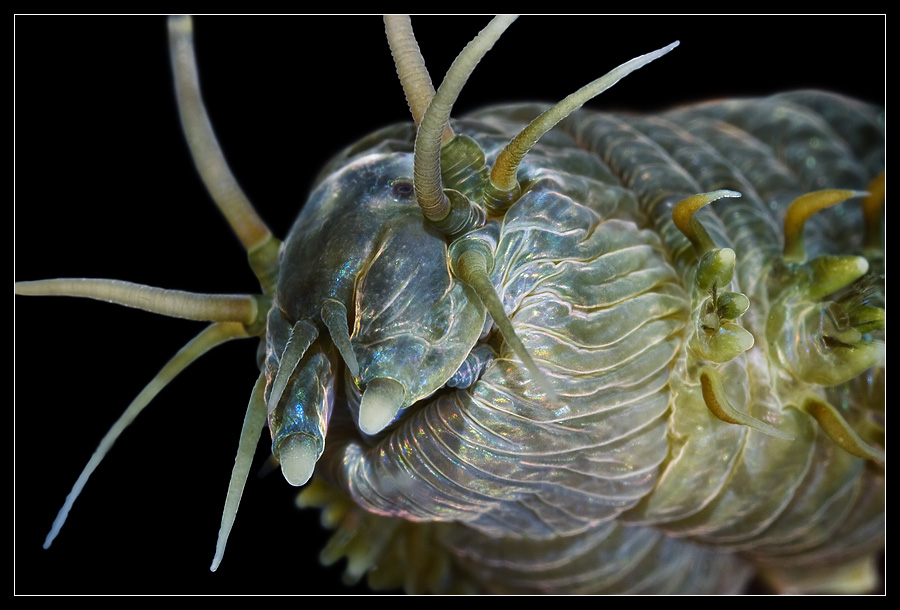
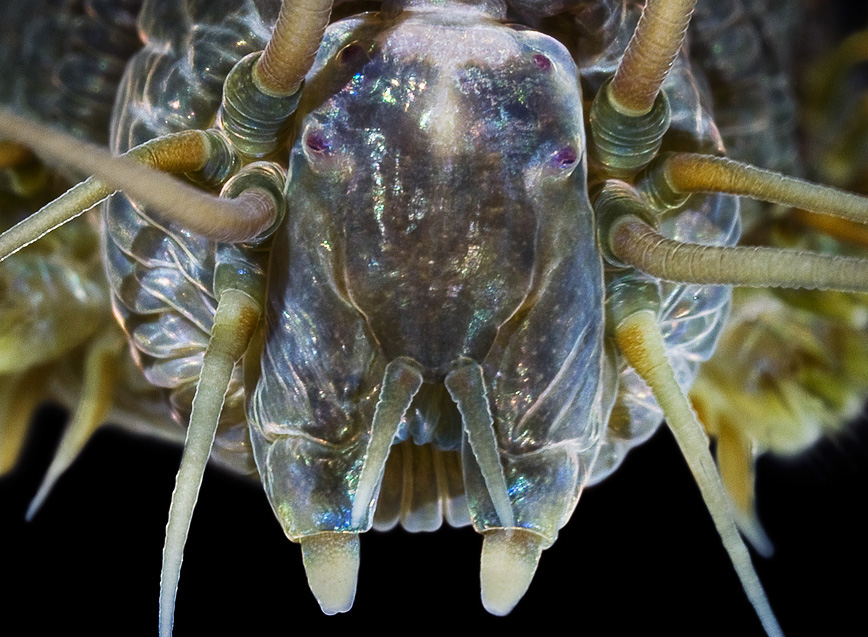
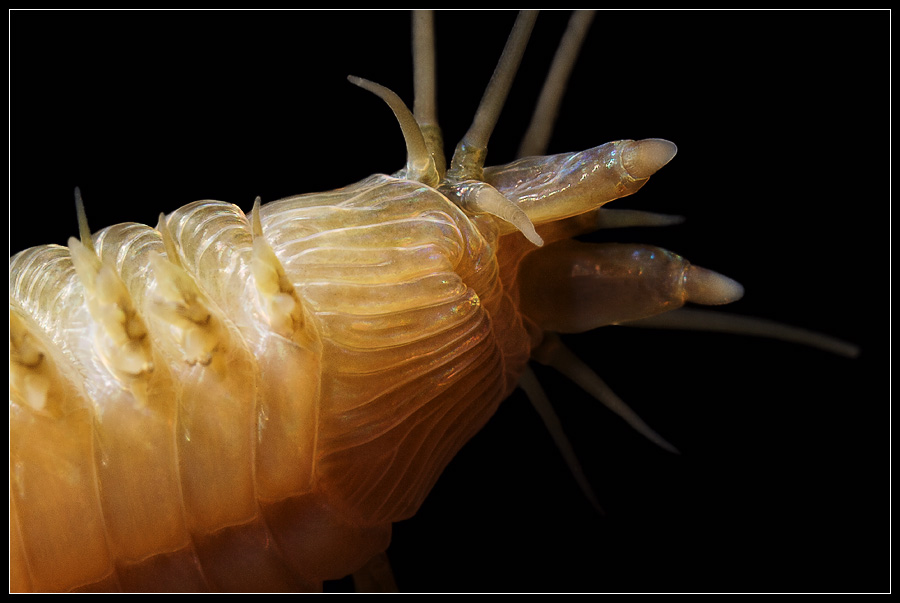
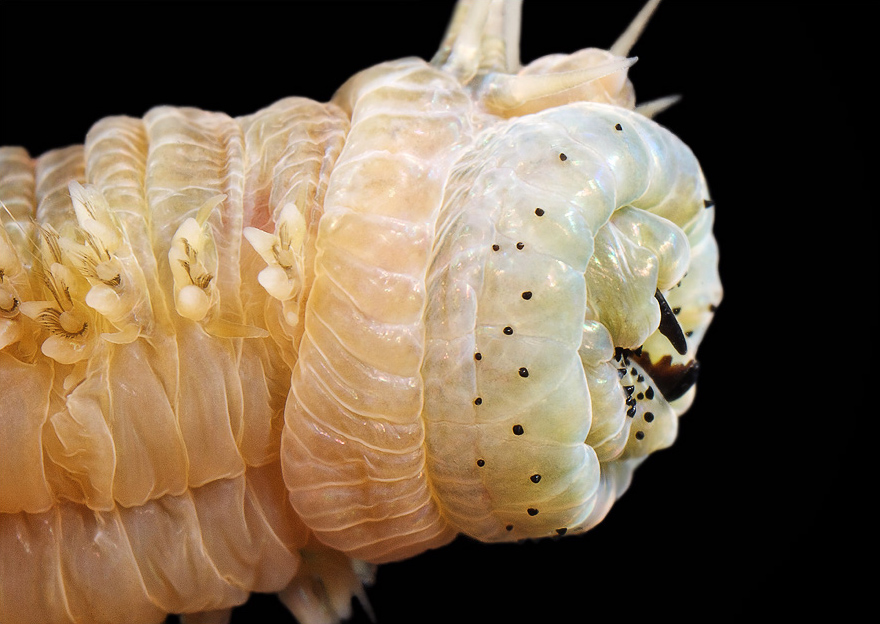
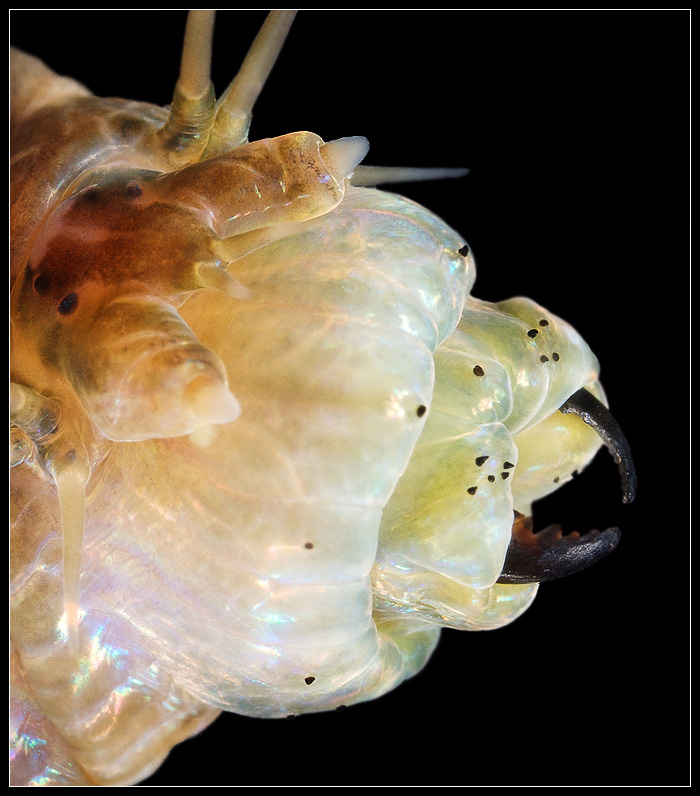
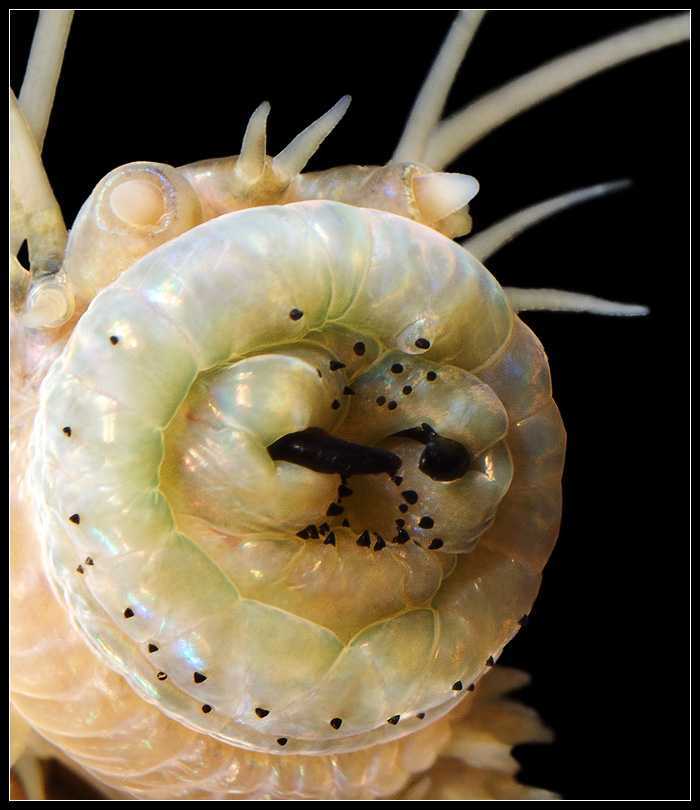